# Wiradech Kothny
Wiradech Kothny (Kanchanaburi, 10 maggio 1979) è uno schermidore tedesco naturalizzato thailandese, specializzato nella sciabola. Ha vinto due medaglie di bronzo nella scherma ai Giochi olimpici.